# Cupressus breviramis
Cupressus breviramis là một loài thực vật hạt trần trong họ Cupressaceae. Loài này được F. Muell. mô tả khoa học đầu tiên năm 1871.